# Domenico Ferrari (musicista)
Domenico Ferrari (Piacenza, 1722 – Parigi, 1780) è stato un musicista italiano.
Allievo di Giuseppe Tartini, fu apprezzato violinista a Cremona, Parigi e Stoccarda. Lasciò varie opere per violino: un concerto, 6 sonate a 3 e 36 sonate per violino solo. Il fratello Carlo (Piacenza 1710 circa - Parma 1790) fu violoncellista e compositore.